# Собор Пресвятой Девы Марии (Семаранг)
Церковь Пресвятой Девы Марии Царицы Святого Розария (индон. Gereja Katedral Perawan Maria Ratu Rosario Suci) — католическая церковь, находящаяся в городе Семаранг, Индонезия. Храм является кафедральным собором архиепархии Семаранга. Церковь располагается на территории площади Tugu Muda, которая включена в список культурных ценностей Индонезии.

## История
Земля, на которой сегодня располагается церковь, была приобретена католической общиной в 1926 году. Первая церковь на этом месте была освящена в 1927 году. До 1930 года церковь была приходским храмом. В 1935 году эта церковь была снесена и на её месте был построен современный храм.
25 июня 1940 года Святой Престол учредил апостольский викариат Семаранга и церковь Пресвятой Девы Марии стала кафедральным собором этой католической структуры. Во время войны за независимость Индонезии кафедра апостольского викариата Семаранга была перенесена в церковь святого Иосифа в городе Бинтаран. После обретения независимости Индонезией в 1949 году кафедра была возвращена в Семаранг.
В настоящее время на территории церковного комплекса Собора Пресвятой Девы Марии Царицы Розария находится школа и конференц-зал.